# اپی‌گاستر
در آناتومی و پزشکی، اپی‌گاستر (به انگلیسی: Epigastrium) یا بالاشکم ناحیه مرکزی بالای شکم است. بین حاشیه دندنه‌ها و صفحه زیردنده‌ای قرار دارد. درد ممکن است به دلیل آسیب به ساختارهای ناشی از گوارش جلویی به بالاشکم اشاره کند.

### محتویات
اپی‌گاستر بر روی تعدادی از ساختارها در شکم قرار دارد. بخشی از کبد در سمت راست بالاشکم قرار دارد. همچنین روی دوازدهه، لبه طحال، بخشی از معده، و بخشی از پانکراس قرار دارد.
صداهای معده ممکن است هنگام شنود (با استفاده از گوشی پزشکی) روی اپی‌گاستر شنیده شود.

### درد
درد در اپی‌گاستر می‌تواند به اندام‌های درونی آسیب‌دیده اشاره کند. این عمدتاً از بخش جلویی گوارش است که ساختارهایی از جمله معده، بخش‌هایی از دوازدهه و مجاری صفراوی دارد. درد ممکن است از پانکراس نیز ارجاع داده شود، مانند پانکراتیت حاد.